# Sermesse
Sermesse é uma comuna francesa na região administrativa de Borgonha-Franco-Condado, no departamento Saône-et-Loire. Estende-se por uma área de 8,21 km². Em 2010 a comuna tinha 237 habitantes (densidade: 28,9 hab./km²).